# Marie Šimůnková

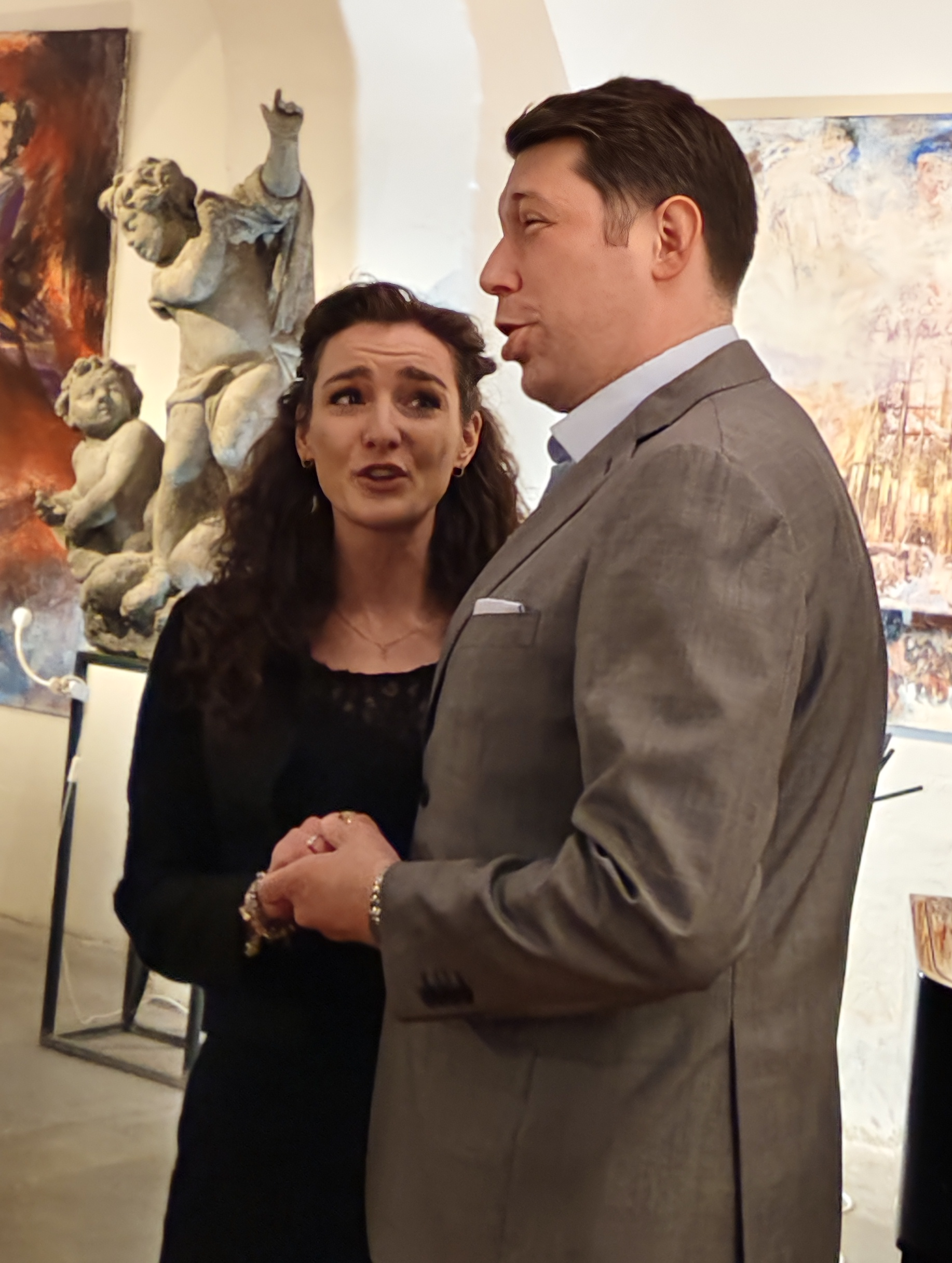
S operním pěvcem Danielem Klánským při interpretaci dueta Papagena (soprán) – Papageno (baryton) z opery Kouzelná flétna (duben 2025)

Marie Šimůnková (* 1996 Praha[zdroj⁠?!]) je česká operní pěvkyně (sopranistka).

## Život

### Kühnův dětský sbor
Zpěvu se Marie Šimůnková věnuje od svého útlého mládí (od 3 let). V rámci Základní umělecké školy (ZUŠ) zpívala ve sboru (byl to chlapecký sbor Pueri gaudentes a navštěvoval jej její bratr) a později (pod vedením sbormistra a profesora na pražské HAMU Jiřího Chvály v Kühnově dětském sboru (KDS), s nímž vystupovala v mnoha operách a s KDS procestovala celou Evropu i další země (Jihoafrická Republika, Jižní Korea, Rusko, USA, Austrálie, Nový Zéland, ...). A bylo to právě členství v Kühnově dětském sboru, které ji (již v mladém věku) „otevřelo dveře“ do mnoha inscenací Národního divadla a Státní opery (Carmen, Turandot, Bohéma, Tosca, Řecké pašije, Liška Bystrouška, Jeníček a Mařenka, ...). 

### Studia
Po maturitě na gymnáziu nešla studovat psychologii, jak původně zvažovala, ale zvolila Pražskou konzervatoř. Pod vedením operní pěvkyně-mezzosopranistky Yvony Škvárové zahájila v roce 2015 studium operního zpěvu na Pražské konzervatoři. Po ukončení studia na konzervatoři pokračovala ve vysokoškolském studiu (obor operní zpěv u slovenské sopranistky Marie Kobielské (* 1964) a u Yvony Škvárové) na Hudební a taneční fakultě Akademie múzických umění v Praze (HAMU). V Miláně na Conservatorio di Giuseppe Verdi absolvovala studijní pobyt (v délce jednoho semestru) během části svého pražského magisterského studia na HAMU.
Již během svého studia ztvárnila některé operní a operetní role:
- Komtesa Stasi v operetě Čardášová princezna;
- Récije v komické opeře Nečekané setkání (Christoph Willibald Gluck);
- role Mařenky v opeře Prodaná nevěsta;
- role Heleny v operetě Polská krev;
- Eleonora v jednoaktové opeře Slzy nože.

Pod vedením dirigenta Norberta Baxy (* 1974) se opakovaně účastnila kurzů v Divadle J. K. Tyla v Plzni. V Teplicích absolvovala vícekrát také pěvecké kurzy European Music Academy.
Na scénách Národního divadla nastudovala a vystupovala v několika sólových rolích v následujících dílech:
- Zítra se bude…;[6]
- Toufar;[6]
- paní Jaffetová (Noemova potopa);[6]
- Barbarina (Figarova svatba) Stavovské divadlo v Praze;[1]
- Karolka (Její pastorkyňa, na Smetanově Litomyšli ztvárnila roli Jana);[1]
- role Barče – služky u Palouckých – (Hubička);[1]
- ve Stavovském divadle účinkovala (a účinkuje) v Kouzelné flétně (role: První genius Sarastrův).

V roce 2024 má Marie Šimůnková za sebou více než dvacet let trvající praxi ve sborových rolích. Mezi její hlavní sólové role patřily v letech 2024/2025: Barbarina (Figarova svatba), První genius Sarastrův (Kouzelná flétna) a Karolka (Její pastorkyňa). Je členkou externího sboru Státní opery. Věnuje se také koncertní činnosti (kostel svatého Mikuláše v Praze).
Kromě Prahy působí jako host v libereckém divadle F.X. Šaldy a v českobudějovickém Jihočeském divadle (role Papageny v Kouzelné flétně, role v Madam Butterfly). Na zahraničních projektech (Mnichov, Drážďany, Kolín nad Rýnem) spolupracovala s Plzeňskou filharmonií. V plzeňském Divadle J. K. Tyla hostovala v náročné sopránové roli Barče v Hubičce.

## Přehled účinkování
Následující chronologický výčet nastudovaných a interpretovaných rolí na různých scénách (v operách a operetách) není úplný a je pouhým průřezem umělecké aktivity Marie Šimůnkové:
- 2000/2001: premiéra: Kouzelná flétna, role První genius Sarastrův;[6]
- 2004–????: Carmen (Státní opera);
- 2005/2006: premiéra: Její pastorkyňa; role: Karolka, Jano;[6]
- 2007–2009: Dobře placená procházka (Národní divadlo);
- 2008–????: Carmen (Národní divadlo);
- 2009–2014: Bohéma (Státní opera);
- 2009–2012: Hry o Marii (Národní divadlo);
- 2011–????: Jakobín (Národní divadlo);
- 2012-????: Tosca (Státní opera);
- 2012-????: Zítra se bude… (Kolowrat); sólová role;
- 2013–????: Toufar (Nová scéna); role: dělnická prokurátorka;
- 2013-????: Kouzelná flétna (Stavovské divadlo); role: První genius Sarastrův;
- 2013/2014: premiéra: Čert a Káči (Kühnův dětský sbor), Státní opera; role Káči,[6] derniéra 9. března 2015;[7]
- 2013–2014: Kouzelná flétna, Stavovské divadlo, role První genius Sarastrův;[7]
- 2014–????: Liška Bystrouška (Národní divadlo);
- 2014/2015: premiéra: Kouzelná flétna, role První génius Sarastrův;[6]
- 2015–2023: Kouzelná flétna, Stavovské divadlo, role: První genius Sarastrův;[7]
- 2015–????: Boris Godunov (Národní divadlo);
- 2015–????: Jeníček a Mařenka (Národní divadlo);
- 2015–????: Nastudování a premiéra nové inscenace Kouzelné flétny (Stavovské divadlo); role: První genius Sarastrův;
- 2016–????: Noemova potopa (Národní divadlo); role: paní Jeffetová; jediné provedení 2. října 2016;[7]
- 2016-????: Tři oříšky pro Popelku (Drei Haselnüsse für Aschenbrödel), živá hudba, Německo (Kolín nad Rýnem, Mnichov, Drážďany).
- 2016/2017: premiéra: Noemova potopa, role paní Jefetová;[6]
- 2022/2023: premiéra: Figarova svatba, role: Barbarina;[6]
- 2023–2024: Figarova svatba, Stavovské divadlo, role Barbarina.[7]
- 2023–2024: Její pastorkyňa, role: Karolka, Národní divadlo, Festivalová hala Litomyšl, derniéra 16. září 2024;[7]